# Maximum Destruction

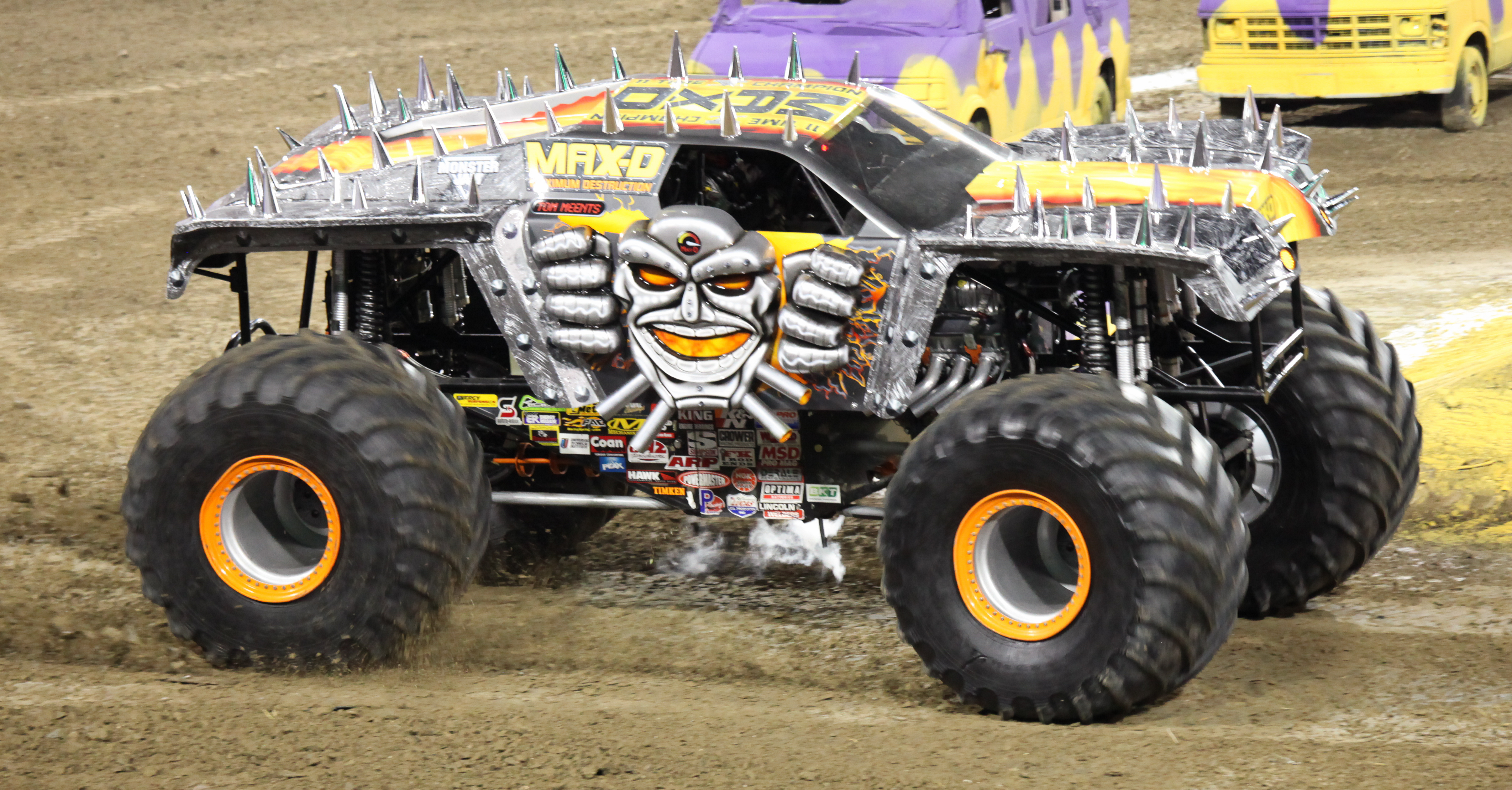
Max-D Jacksonville

Maximum Destruction è un monster truck di proprietà del Team Meents che partecipa agli eventi di Monster Jam a partire dal 2000. Il veicolo, dotato di un motore 540 Merlin e di una potenza di 1.500 cavalli, è prevalentemente guidato dal pilota statunitense Tom Meents.
Questo truck è il successore dei precedenti Goldberg, truck sponsorizzato dall'omonimo wrestler statunitense, e Team Meents, guidati da Tom Meents, pilota e costruttore dei truck. Caratterizzato dal tipico color ocra scuro con una striscia grigia al cui interno campeggia il nome, questo truck è uno dei migliori attualmente esistenti. Ha vinto molteplici edizioni freestyle pur essendo l'unico truck del suo genere, cosa differente in Grave Digger (team composto da più piloti e più auto). Oltre all'omonimo Grave Digger, Maximum Destruction è sempre stato in competizione con altri grandi truck quali Madusa, Superman, El Toro Loco e Bulldozer.
Maximum Destruction ha vinto diversi titoli mondiali:
nel 2004 nella categoria Freestyle, totalizzando 31 punti su 40 e classificandosi al primo posto assieme a Madusa e El Toro Loco,
nel 2006 nella categoria Freestyle, con 37 punti,
nel 2009 nella categoria Racing,
nel 2011 nella categoria Racing.
Si è inoltre qualificato per il campionato 2012 assieme ad Avenger e Grave Digger.